# Стюарт, Джеки
Сэр Джон Янг Стю́арт (англ. Sir John Young Stewart), более известный как Дже́ки Стю́арт (англ. Jackie Stewart), OBE (род. 11 июня 1939, Милтон, Уэст-Данбартоншир, Шотландия) — шотландский автогонщик, трёхкратный чемпион мира по автогонкам в классе Формула-1. Телекомментатор американского вещательного телевидения. С 1997 по 1999 годы в партнёрстве со своим сыном Полом Стюартом руководил командой Формулы-1 Stewart.
Джеки Стюарт знаменит также как борец за безопасность автогонок. Благодаря его усилиям трассы Формулы-1 начали огораживать барьерами безопасности и на каждой гонке стала обязательно дежурить «скорая помощь».

## Ранние годы
Ранние годы Джеки прошли в окружении машин. Родители Джеки занимались продажей автомобилей «Ягуар» в Милтоне. Отец Джеки был мотогонщиком-любителем, а брат, Джимми Стюарт — автогонщиком, успешно участвующим в местных гонках и однажды даже выступившим в Формуле-1.
Стюарт учился в школе в Дамбартоне. Учёба давалась ему с трудом из-за недиагностированной дислексии. В шестнадцать лет он прекратил обучение и начал работать в гараже своего отца в качестве ученика механика.
Вслед за своим старшим братом Джеки выбрал автоспорт. С 1961 года он выступал в местных гонках, нередко побеждая. В 1964 году он по приглашению Кена Тиррелла принял участие в тестах машины Формулы-3 в Гудвуде, проезжая круги быстрее Брюса Макларена. Сразу после тестов Тиррелл пригласил Стюарта в свою команду.
В своей первой же гонке на Снеттертоне Джеки победил, к финишу оторвавшись от соперников больше, чем на 40 секунд. Через считанные дни после победы Стюарт получил первое предложение от команды Формулы-1. Однако, он отказался от места в Купере, предпочтя набраться опыта в младших сериях. Помимо Формулы-3, Джеки Стюарт принял участие в гонке Формулы-2 на трассе Клермон-Ферран, заняв 2 место.

## Карьера в Формуле-1
Джеки дебютировал в Формуле-1 в 1965 году с командой BRM и на первом для себя Гран-при ЮАР финишировал на шестой позиции, заработав очки. Он занял 3-е место в чемпионате, одержав победу и пять раз поднявшись на подиум, однако команда угасала, и шансов на титул чемпиона почти не оставалось. Стюарт провёл в коллективе ещё два сезона, но с каждым годом результаты падали. В 1968 году Джеки перешёл в команду «Матра» и, несмотря на полученную в гонке Формулы-2 травму, из-за которой Стюарт был вынужден пропустить два Гран-при, закончил сезон на второй позиции личного зачёта.
В 1969 году Джеки Стюарт стал чемпионом мира в первый раз, принеся команде Кубок конструкторов. Несмотря на это, после окончания сезона Стюарт покинул коллектив. В 1970 году он выступал на шасси «Марч», а за три гонки до конца сезона пересел за руль быстрого, но ненадёжного Tyrell 001, созданного под руководством бывшего руководителя «Матры» Кена Тиррелла. В 1971 году Джеки выступал за команду «Тиррелл» и выиграв 6 гонок, стал чемпионом мира во второй раз. В 1972 году он проиграл титул Эмерсону Фиттипальди, однако в 1973 году вернул его себе. Из-за гибели его друга и напарника Франсуа Севера на Гран-при США, заканчивавшего сезон 1973 года, Джеки Стюарт отказался от старта в 100-й для себя гонке и ушёл из Формулы-1 в ранге трёхкратного чемпиона и обладая рекордным на тот момент числом побед в карьере.

## Результаты гонок в Формуле-1
| Легенда к таблице |                                                                    |
| --- | ------------------------------------------------------------------ |
| В таблице перечислены результаты всех Гран-при Формулы-1, в которых принимал участие гонщик. Строками таблицы являются сезоны, столбцами — этапы чемпионата мира. В каждой клетке указаны сокращённое название этапа и результат, дополнительно обозначенный цветом. Расшифровка обозначений и цветов представлена в нижеследующей таблице. |                                                                    |
| \| Пример \| Описание \| \| ------------ \| ------------------------------------------------------------------ \| \| 1 \| Победитель \| \| 2 \| Второе место \| \| 3 \| Третье место \| \| 5 \| Финишировал, заработав очки \| \| Сход \| Не финишировал, но при этом заработал очки \| \| 12 \| Финишировал, не получив очков \| \| НКЛ \| Финишировал, но не попал в финальную классификацию \| \| 15 \| Участвовал вне зачёта, либо по отдельной классификации \| \| 18 \| Не финишировал, но попал в финальную классификацию \| \| Сход \| Не финишировал \| \| НКВ \| Не прошёл квалификацию \| \| НПКВ \| Не прошёл предквалификацию \| \| ДСК \| Дисквалифицирован \| \| ИСК \| Исключён из протокола соревнований \| \| ТТ \| Заявлен для участия только в тренировках \| \| НС \| Участвовал в квалификации, но не стартовал в гонке \| \| Т \| Травмирован или болен \| \| ОТК \| Отказ от участия \| \| НТР \| Прибыл на соревнования, но на трассу не выезжал \| \| НПР \| Был заявлен в числе участников, но не прибыл к началу соревнований \| \| О \| Соревнования отменены \| \| \| Не участвовал \| \| Поул-позиция \| \| \| Быстрый круг \| \| |                                                                    |
| Пример | Описание                                                           |
| 1 | Победитель                                                         |
| 2 | Второе место                                                       |
| 3 | Третье место                                                       |
| 5 | Финишировал, заработав очки                                        |
| Сход | Не финишировал, но при этом заработал очки                         |
| 12 | Финишировал, не получив очков                                      |
| НКЛ | Финишировал, но не попал в финальную классификацию                 |
| 15 | Участвовал вне зачёта, либо по отдельной классификации             |
| 18 | Не финишировал, но попал в финальную классификацию                 |
| Сход | Не финишировал                                                     |
| НКВ | Не прошёл квалификацию                                             |
| НПКВ | Не прошёл предквалификацию                                         |
| ДСК | Дисквалифицирован                                                  |
| ИСК | Исключён из протокола соревнований                                 |
| ТТ | Заявлен для участия только в тренировках                           |
| НС | Участвовал в квалификации, но не стартовал в гонке                 |
| Т | Травмирован или болен                                              |
| ОТК | Отказ от участия                                                   |
| НТР | Прибыл на соревнования, но на трассу не выезжал                    |
| НПР | Был заявлен в числе участников, но не прибыл к началу соревнований |
| О | Соревнования отменены                                              |
| | Не участвовал                                                      |
| Поул-позиция |                                                                    |
| Быстрый круг |                                                                    |

| Сезон | Команда                     | Шасси       | Двигатель                | Ш | 1        | 2        | 3        | 4        | 5       | 6        | 7        | 8        | 9        | 10       | 11       | 12       | 13       | 14    | 15      | Место | Очки    |
| ----- | --------------------------- | ----------- | ------------------------ | - | -------- | -------- | -------- | -------- | ------- | -------- | -------- | -------- | -------- | -------- | -------- | -------- | -------- | ----- | ------- | ----- | ------- |
| 1965  | Owen Racing Organisation    | BRM P261    | BRM P60 1,5 V8           | D | ЮАР (6)  | МОН 3    | БЕЛ 2    | ФРА 2    | ВЕЛ 5   | НИД 2    | ГЕР Сход | ИТА 1    | США Сход | МЕК Сход |          |          |          |       |         | 3     | 33 (34) |
| 1966  | Owen Racing Organisation    | BRM P261    | BRM P60 2,0 V8           | D | МОН 1    | БЕЛ Сход | ФРА      | ВЕЛ Сход |         | ГЕР 5    |          |          |          |          |          |          |          |       |         | 7     | 14      |
| 1966  | Owen Racing Organisation    | BRM P261    | BRM P60 2,0 V8           | G |          |          |          |          | НИД 4   |          |          |          |          |          |          |          |          |       |         | 7     | 14      |
| 1966  | Owen Racing Organisation    | BRM P83     | BRM P75 3,0 H16          | G |          |          |          |          |         |          | ИТА Сход | США Сход | МЕК Сход |          |          |          |          |       |         | 7     | 14      |
| 1967  | Owen Racing Organisation    | BRM P83     | BRM P75 3,0 H16          | D | ЮАР Сход |          |          |          |         |          |          |          |          |          |          |          |          |       |         | 9     | 10      |
| 1967  | Owen Racing Organisation    | BRM P83     | BRM P75 3,0 H16          | G |          |          | НИД Сход | БЕЛ 2    |         | ВЕЛ Сход |          |          |          |          |          |          |          |       |         | 9     | 10      |
| 1967  | Owen Racing Organisation    | BRM P115    | BRM P75 3,0 H16          | G |          |          |          |          |         |          | ГЕР Сход | КАН Сход | ИТА Сход | США Сход | МЕК Сход |          |          |       |         | 9     | 10      |
| 1967  | Owen Racing Organisation    | BRM P261    | BRM P60 2,1 V8           | G |          |          |          |          | ФРА 3   |          |          |          |          |          |          |          |          |       |         | 9     | 10      |
| 1967  | Owen Racing Organisation    | BRM P261    | BRM P60 2,1 V8           | F |          | МОН Сход |          |          |         |          |          |          |          |          |          |          |          |       |         | 9     | 10      |
| 1968  | Matra International         | Matra MS9   | Ford Cosworth DFV 3,0 V8 | D | ЮАР Сход | ИСП      | МОН      |          |         |          |          |          |          |          |          |          |          |       |         | 2     | 36      |
| 1968  | Matra International         | Matra MS10  | Ford Cosworth DFV 3,0 V8 | D |          |          |          | БЕЛ 4    | НИД 1   | ФРА 3    | ВЕЛ 6    | ГЕР 1    | ИТА Сход | КАН 6    | США 1    | МЕК 7    |          |       |         | 2     | 36      |
| 1969  | Matra International         | Matra MS10  | Ford Cosworth DFV 3,0 V8 | D | ЮАР 1    |          |          |          |         |          |          |          |          |          |          |          |          |       |         | 1     | 63      |
| 1969  | Matra International         | Matra MS80  | Ford Cosworth DFV 3,0 V8 | D |          | ИСП 1    | МОН Сход | НИД 1    | ФРА 1   | ВЕЛ 1    | ГЕР 2    | ИТА 1    | КАН Сход | США Сход | МЕК 4    |          |          |       |         | 1     | 63      |
| 1970  | Tyrrell Racing Organisation | March 701   | Ford Cosworth DFV 3,0 V8 | D | ЮАР 3    | ИСП 1    | МОН Сход | БЕЛ Сход | НИД 2   | ФРА 9    | ВЕЛ Сход | ГЕР Сход | АВТ Сход | ИТА 2    |          |          |          |       |         | 5     | 25      |
| 1970  | Tyrrell Racing Organisation | Tyrrell 001 | Ford Cosworth DFV 3,0 V8 | D |          |          |          |          |         |          |          |          |          |          | КАН Сход | США Сход | МЕК Сход |       |         | 5     | 25      |
| 1971  | Elf Team Tyrrell            | Tyrrell 001 | Ford Cosworth DFV 3,0 V8 | G | ЮАР 2    |          |          |          |         |          |          |          |          |          |          |          |          |       |         | 1     | 62      |
| 1971  | Elf Team Tyrrell            | Tyrrell 003 | Ford Cosworth DFV 3,0 V8 | G |          | ИСП 1    | МОН 1    | НИД 11   | ФРА 1   | ВЕЛ 1    | ГЕР 1    | АВТ Сход | ИТА Сход | КАН 1    | США 5    |          |          |       |         | 1     | 62      |
| 1972  | Elf Team Tyrrell            | Tyrrell 003 | Ford Cosworth DFV 3,0 V8 | G | АРГ 1    | ЮАР Сход | ИСП Сход |          |         | ФРА 1    | ВЕЛ 2    | ГЕР 11   |          |          |          |          |          |       |         | 2     | 45      |
| 1972  | Elf Team Tyrrell            | Tyrrell 004 | Ford Cosworth DFV 3,0 V8 | G |          |          |          | МОН 4    | БЕЛ НПР |          |          |          |          |          |          |          |          |       |         | 2     | 45      |
| 1972  | Elf Team Tyrrell            | Tyrrell 005 | Ford Cosworth DFV 3,0 V8 | G |          |          |          |          |         |          |          |          | АВТ 7    | ИТА Сход | КАН 1    | США 1    |          |       |         | 2     | 45      |
| 1973  | Elf Team Tyrrell            | Tyrrell 005 | Ford Cosworth DFV 3,0 V8 | G | АРГ 3    | БРА 2    |          |          |         |          |          |          |          |          |          |          |          |       |         | 1     | 71      |
| 1973  | Elf Team Tyrrell            | Tyrrell 006 | Ford Cosworth DFV 3,0 V8 | G |          |          | ЮАР 1    | ИСП Сход | БЕЛ 1   | МОН 1    | ШВЕ 5    | ФРА 4    | ВЕЛ 10   | НИД 1    | ГЕР 1    | АВТ 2    | ИТА 4    | КАН 5 | США ОТК | 1     | 71      |

- Победитель BRDC International Trophy в 1965 и 1973 годах.

## Консультант, комментатор и владелец команды
С 1971 по 1986 год Джеки Стюарт выступал в роли приглашённого эксперта на трансляциях гонок Формулы-1, NASCAR, и Инди-500 в программе Wide World of Sports  на ABC. В 1987—1988 годах он комментировал часть гонок CART в программе NBC's Sportsworld.
В 1996 году Стюарт вместе с сыном основал команду Stewart Grand Prix, выступавшую в Формуле-1 с 1997 по 1999 года при поддержке Ford. В первом сезоне выступлений команды Рубенсу Баррикелло удалось подняться на подиум на дождевом Гран-при Монако, но эта гонка так и осталась единственной в сезоне, где командой были заработаны очки. Завершила команда сезон на 9 месте зачёта кубка конструкторов. В сезоне 1998 года очков команда набрала меньше, но заняла более высокое 8 место в зачёте кубка конструкторов, трижды заработав очки. После успешного для Stewart Grand Prix сезона 1999 года, в котором Джонни Херберт одержал победу на Гран-при Европы, а Рубенс Баррикелло завоевал поул-позицию и 3 подиума, она была приобретена концерном Ford и переименована в Jaguar Racing.

## Личная жизнь
С 1962 года Стюарт женат на Хелен Макгрегор, с ней у них два сына: Пол, бывший автогонщик и руководитель автогоночной команды, и Марк. После того как у Хелен в 2014 году была диагностирована лобно-височная деменция, Джеки Стюарт основал благотворительную организацию Race Against Dementia, которая занимается финансированием исследований деменции и поисков лекарства от неё. По словам Стюарта, к 2025 году состояние его жены ухудшилось до того, что она лишилась возможности ходить, у неё стали часто проявляться сквернословие и агрессия.

## Интересные факты
- Сэр Джеки Стюарт знаменит не только тремя чемпионскими титулами и 27 победами, но и тем, что не умеет читать (дислексия). Этим же недугом страдает и его сын Пол.
- Джеки Стюарт — единственный гонщик Формулы-1, кто лидировал во всех гонках сезона: это случилось в сезоне 1969 года.
- Видео на песню британского музыканта Робби Уильямса Supreme является некой данью уважения гонщику Джеки Стюарту.
- Его близкий друг Джордж Харрисон, он снялся в его клипе на песню Faster[13].

## Цитаты
- «В те годы <в Формуле-1> было больше дружбы и товарищества, но, с другой стороны, куда больше народу погибало».
- «Я считаю гоночную машину чем-то особенным, почти что породой зверя. Она похожа не только на зверя, но и на женщину: очень чувствительная, очень нервная».
- «Когда у вас дислексия, и вы находите дело, в котором вы хороши, вы вкладываете все силы в это дело. Вы не можете мыслить так, как умные ребята, зато вы всегда мыслите нестандартно».
- «Плейбои никогда не были лучшими гонщиками, которые бы постоянно побеждали. В лучшем случае они становились вторыми. Такие, как Караччола, Нуволари и Фанхио, уже в те годы были серьёзными людьми, сосредоточенными на своей цели, порой даже одержимыми, и полностью профессиональными в своей работе».

### Комментарии
1. ↑  До 1990 года в зачёт чемпионата мира в гонках Формулы-1 шли не все очки, заработанные гонщиком, а лишь несколько лучших результатов (см. Система начисления очков в Формуле-1). Число вне скобок означает очки, зачтённые в чемпионате, число в скобках обозначает общее количество очков, заработанных гонщиком в сезоне.
2. 1 2 3 4 5 6 7  Лидировал на каждом круге гонки.
3. 1 2 3 4  Завоевал «большой шлем»: стартовал с поул-позиции, лидировал на финише каждого круга гонки и победил, показав при этом быстрый круг.